# Antoni Kopff

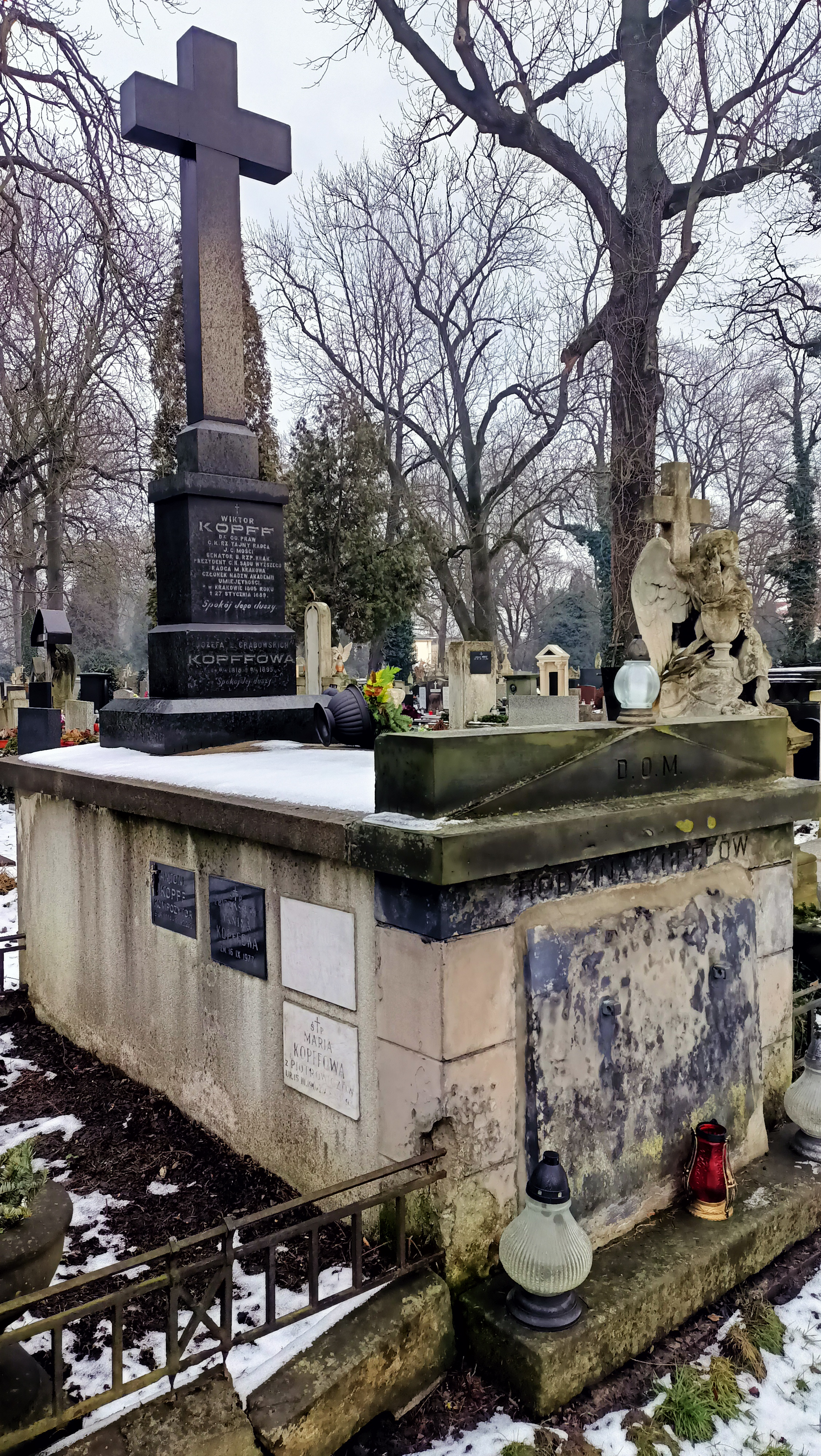
Grób Antoniego Koffa na Cmentarzu Rakowickim w Krakowie

Antoni Kopff (ur. 19 sierpnia 1944 w Tarnowie, zm. 11 lutego 2021) – polski pianista, kompozytor, aranżer, autor muzyki do wielu piosenek, producent telewizyjny.

## Życiorys
Był autorem ok. 80 piosenek napisanych dla Kabaretu Olgi Lipińskiej (1993–2004) oraz producentem muzycznym festiwali w Opolu, Mrągowie i Sopocie i telewizyjnym (TVP, TV Centrum, TV Podkarpacie). W latach 1989–1991 był wykładowcą w PWSFTviT w Łodzi. Tworzył też muzykę do filmów i spektakli teatralnych. W latach 1966–1970 był członkiem zespołu Rybałci. Był pomysłodawcą i założycielem grup wokalnych Partita i Familia (ta ostatnia od 1977 r. towarzyszyła wykonawcom podczas festiwali w Opolu).
Do jego najpopularniejszych przebojów zaliczyć można: „Do zakochania jeden krok” (sł. Andrzej Bianusz) z repertuaru Andrzeja Dąbrowskiego, „Kiedy wiosna buchnie majem” (sł. Andrzej Bianusz) z repertuaru zespołu Partita, „Nie wierz mi, nie ufaj mi” z repertuaru Anny Jantar, „Bądź moim natchnieniem” z repertuaru Andrzeja Zauchy. W latach osiemdziesiątych promował młodych polskich wykonawców, m.in. na Ogólnopolskim Przeglądzie Piosenki Młodzieżowej w Katowicach w 1983 roku odkrył zespół Universe, który zaprosił następnie do Opola. Współpracował również z zespołem Perfect i innymi wykonawcami. W 1993 roku został wyłącznym producentem festiwalu w Opolu. Był to jedyny festiwal nieprodukowany przez Telewizję Polską.
Spoczywa na cmentarzu Rakowickim w Krakowie.

## Piosenki
- „Do odsiedzenia jeden rok” (sł. Andrzej Rosiewicz; parodia „Do zakochania jeden krok”), wyk. Andrzej Rosiewicz i Asocjacja Hagaw
- „Do zakochania jeden krok” (sł. Andrzej Bianusz), wyk. Andrzej Dąbrowski
- „Dwa razy dwa” (sł. Jerzy Kleyny), wyk. Partita
- „Czekamy na wyrok” (sł. Jonasz Kofta), wyk. grupa Moment (K. Prońko, M. Jeżowska, P. Schultz)
- „Kiedy wiosna buchnie majem” (sł. Andrzej Bianusz), wyk. Partita
- „Mamy tylko siebie” (sł. Andrzej Kuryło), wyk. Partita
- „Być wszędzie” (sł. Jonasz Kofta), wyk. Z. Gniewaszewski
- „Całe życie czekam” (sł. Jonasz Kofta) wyk. Danuta Błażejczyk, wyk. Michał Bajor
- „Każdy swego pana ma” (sł. Andrzej Mogielnicki), wyk. Jolanta Jaszkowska
- „Gdzie nie spojrzę – Ty” (sł. Andrzej Kuryło), wyk. Anna Jantar
- „Nie wierz mi, nie ufaj mi” (sł. Andrzej Bianusz), wyk. Anna Jantar
- „Będzie dość” (sł. Helena Kołaczkowska), wyk. Anna Jantar
- „Ktoś między nami” (sł. Jerzy Dąbrowski), wyk. Anna Jantar i Zbigniew Hołdys
- „Pali się” (sł. Andrzej Bianusz), wyk. Partita
- „Podaj rękę w taki czas” (sł. Bogdan Olewicz), wyk. Partita
- „Piosenka spod welonu” (sł. Andrzej Mogielnicki), wyk. Irena Jarocka
- „Przepis na świat” (sł. Andrzej Mogielnicki), wyk. Bajm
- „Wszystko za wszystko” (sł. Jonasz Kofta), wyk. Partita[8]